# Cryptocoryne lingua
Cryptocoryne lingua är en kallaväxtart som beskrevs av Odoardo Beccari och Adolf Engler. Cryptocoryne lingua ingår i släktet Cryptocoryne och familjen kallaväxter. Inga underarter finns listade.